# اینهاپیم
اینهاپیم (به پرتغالی: Inhapim) یک منطقهٔ مسکونی در برزیل است که در میناز ژرایس واقع شده‌است. اینهاپیم ۸۵۸ کیلومتر مربع مساحت و ۲۴٬۰۷۹ نفر جمعیت دارد.